# Ху Ядун
Ху Ядун (3 жовтня 1968) — китайська академічна веслувальниця.
Срібна призерка Олімпійських Ігор 1988 року в складі розпашної четвірки зі стерновою, бронзова призерка 1988 року в складі вісімки.
Срібна призерка Чемпіонату світу 1989 року в складі розпашної четвірки без стернової.